# 베림바우

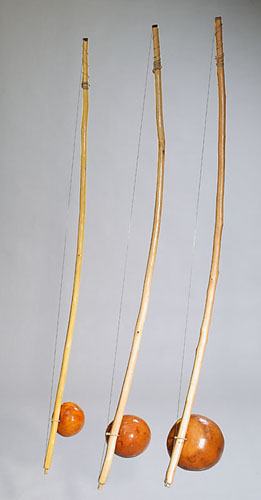

베림바우(포르투갈어 발음: [beɾĩˈbaw])는 단일 현 타악기, 뮤지컬 활로 원래 아프리카에서 왔으며 현재는 브라질에서 일반적으로 사용된다.
베림바우는 아프리카-브라질 무술 카포에라의 관행에 통합되었다. 베림바우는 로다에서 카포에이리스타의 움직임을 이끈다. 베림바우가 더 빨리 연주될수록 게임에서 카포에이리스타가 더 빨리 움직이다. 이 악기는 비니시우스 데 모라에스(Vinicius de Moraes)의 가사와 함께 브라질 기타리스트 바덴 포웰(Baden Powell)의 대중가요 주제로 알려져 있다. 이 악기는 칸돔블레 데 카보클로 전통의 일부이기도 하다.

## 역사
베림바우의 기원은 완전히 연구되지 않았지만, 브라질 원주민이나 유럽인이 뮤지컬 활을 사용하지 않기 때문에 아프리카 조롱박 뮤지컬 활을 적응시켰을 가능성이 높다.
앙골라 남서부의 베림바우와 음불룸붐바가 만들어지고 연주되는 방식은 매우 유사하며, 이 악기에서 연주되는 조율과 기본 패턴도 매우 유사하다.
베림바우는 서서히 카포에라 조고의 중심 악기로 드럼을 대체하게 되었으며, 현재는 이 악기로 유명하고 널리 연관되어 있다.

## 구조
베림바우는 약 4~5피트(1.2~1.5m) 길이의 나무 활(베르가 - 전통적으로 브라질에서 자라는 비리바 나무로 만들어짐)과 강철 현(아라메 - 종종 자동차 내부에서 당겨짐)으로 구성된다. 베르가의 한쪽 끝에서 다른 쪽 끝까지 단단히 묶어 고정한다. 카바사(바가지, cabaça)는 건조된 상태로 개봉되어 속이 비어 있으며 질긴 끈 고리로 베르가의 아래쪽 부분에 부착되어 공진기 역할을 한다.
1950년대부터 브라질 베림보는 현지 브라질의 취향에 따라 밝은 색상으로 칠해졌다. 오늘날 대부분의 제조업체는 (가짜) 진품에 대한 관광 소비자의 탐구를 따르고 투명한 광택제와 눈에 띄지 않는 장식을 사용한다.
베림바우를 연주하려면 베림바우를 한 손으로 잡고 두 개의 가운데 손가락으로 베르가를 감싸고 새끼 손가락을 카바사의 현 고리(아넬) 아래에 놓고 거기에서 무게의 균형을 잡는다. 작은 돌이나 동전(pedra 또는 dobrão)을 베림바우를 쥐고 있는 같은 손의 검지와 엄지 사이에 끼운다. 카바사를 복부에서 앞뒤로 움직여 와우와 같은 소리를 내면서 소리를 변경할 수도 있다.

## 같이 보기
- 카포에이라